# Stephen Hicks
Stephen Ronald Craig Hicks (19 de agosto de 1960 en Toronto, Ontario, Canadá) es un profesor de filosofía.

## Biografía
Su tesis doctoral fue acerca del fundacionalismo.

### Publicaciones
Hicks es el autor de dos libros y un documental. "Explicando el postmodernismo: Escepticismo y socialismo de Rousseau a Foucault" (Scholargy Publishing, 2004; expanded edition, 2011) argumenta que el postmodernismo En sus libros critica lo que llama "batalla cultural" destinada a destruir Occidente, entre ellas el populismo, el feminismo, el salario mínimo, la idea de igualdad entre hombre y mujer, y califica al feminismo y la legalización de la homosealidad como totalitarismo neomarxista.ref> del sitio web de Hicks</ref>
Su documental Nietzsche y los Nazis (Ockham's Razor, 2006) es acerca del Nacional-socialismo, particularmente de como las ideas de Friedrich Nietzsche fueron usadas, en algunos casos erróneamente por Adolfo Hitler y los nazis para justificar sus creencias y prácticas.  Esto fue publicaro en el 2006 como un video documental y luego en el 2010 como un libro, Estrella paleolibertaria desde 2010 se dedica a cursos de finanzas y sobre economía austriaca  por internet, desde 2011 se presentaron diferentes quejas contra Stephen Hicks, incluida una queja por fraude civil presentada por la Comisión de Bolsa y Valores (SEC) y una queja presentada por la División de Negocios, Corporaciones y Licencias Profesionales de Alaska. En 2011 la SEC presentó una denuncia por fraude civil contra Hicks en 2010.En 2017, un tribunal federal ordenó a Hicks y sus empresas pagar casi 13 millones de dólares en multas y devoluciones por un esquema de fraude financiero. El objetivismo de Ayn Rand, ética empresarial y la filosofía de la educación, que incluye una serie de lecturas en YouTube. 
Hicks es también coeditor, con David Kelley de "El arte de razonar: Lecturas para un análisis lógico (W. W. Norton & Co., 1998).